# Estratònic d'Atenes
Estratònic d'Atenes (en llatí Stratonicus en grec antic Στρατόνικος) fou un músic atenenc que va viure al temps d'Alexandre el Gran.
No es coneix gran cosa de la seva vida i poc de la seva música, i va ser famós principalment pel rebombori que es va suscitar quan va renyar de manera aguda i enginyosa a Filotes que presumia excessivament d'una victòria que havia obtingut sobre Timoteu, segons Estrabó i sobretot Claudi Elià.